# Кодра (Киевская область)
Ко́дра — посёлок (с 1938 года), входит в Макаровский район Киевской области Украины.

## История
В январе 1989 года численность населения составляла 1991 человек (901 мужчина и 1090 женщин).
На 1 января 2013 года численность населения составляла 1443 человека.